# Twardocice
Twardocice (niem. Harpersdorf) – wieś w Polsce położona w województwie dolnośląskim, w powiecie złotoryjskim, w gminie Pielgrzymka, na Pogórzu Kaczawskim w Sudetach.
| SIMC    | Nazwa    | Rodzaj    |
| ------- | -------- | --------- |
| 0366451 | Rochów   | część wsi |
| 0366468 | Zielonki | część wsi |

## Podział administracyjny
W latach 1975–1998 miejscowość administracyjnie należała do województwa legnickiego.

## Nazwa
Nazwa miejscowości pochodzi od polskiego określenia stopnia spoistości – twardości. Śląski pisarz Konstanty Damrot w swojej pracy o nazewnictwie na Śląsku wydanej w 1896 roku w Bytomiu wymienia dwie nazwy polską Twardoszyce oraz niemiecką Harpersdorf cytując również staropolską nazwę pod jaką miejscowość została zanotowana w łacińskim dokumencie z roku 1206 Twardoczicze. Wywodzi ją od polskiego określenia twardości – Name durch eine Ubersetzung des polnischen Twardosz (Twardy) (…).

## Historia
Twardocice należą do starych osad przedhistorycznych. Na terenie wsi znaleziono ułamki ceramiczne i przęślik neolityczny. Wieś, wymieniona w roku 1206 jako Twardoczice, w roku 1223 jako Artbrahtsdorf, w roku 1224 jako Hartprehstdorf, położona nad rzeką Gajową na Pogórzu Bolesławieckim. Własność cysterek trzebnickich. W XV wieku husyci zniszczyli miejscową kaplicę odpustową, w roku 1524 protestanci przejęli kościół. W roku 1633 wojska A. Wallensteina spustoszyły wieś. Twardocice trzykrotnie niszczył pożar, w latach: 1657, 1709 i 1726, spłonęło wiele domów, szkoła, owczarnia i zbór ewangelicki, zbudowany w roku 1701.
W latach 1554–1725 wieś i okolice były zamieszkane przez protestancką grupę religijną szwenkfeldystów, skąd wygnały ich prześladowania. Obecnie mieszkają w Stanach Zjednoczonych.
Wieś stanowiła dobra rycerskie.

## Zabytki
Do wojewódzkiego rejestru zabytków wpisane są:
- kościół parafialny pw. św. św. Piotra i Pawła, z 1732 r., XIX w., pojezuicki – powstał dla misji jezuickiej, która miała za zadanie wyplenić szwenkfeldyzm[9]. Wnętrze jednolite stylowo, późnobarokowe, ołtarz główny z obrazem Trójcy Świętej, ambona. Polichromie stropu przemalowane w 1962[10]
- plebania, z 1732 r., XIX w., obecnie znajduje się tu szkoła podstawowa
- wieża kościoła ewangelickiego granicznego, ucieczkowego, kościół zbudowany w latach 1701–1727[9] – XVII-XVIII w., z kaplicą grobową Holzbergów, z 1726 r.; kościół służył protestantom z sąsiedniego księstwa jaworskiego, gdzie nie mogli mieć miejsc kultu – jeden z największych na Śląsku, miał 2400 miejsc siedzących, obecnie w stanie ruiny
- dawny cmentarz ewangelicki przy ruinie kościoła
- teren pocmentarny z obeliskiem – pomnikiem Kaspara Schwenkfelda, wzniesionym w 1863 r. w miejscu zwanym Viehweg; pomnik odnowiono w 2003 r.
- zespół pałacowy I, nr 44:
  - pałac, z początku XVIII w., przebudowany w pierwszej połowie XIX w.
  - stajnia – z trzeciej ćwierci XIX w.
  - spichrz – z czwartej ćwierci XIX w.
  - dwie stodoły z bramą – z początku XX w.
  - obora – z czwartej ćwierci XIX w.
- park pałacowy II – XVIII-XIX w.
- aleja dojazdowa, obsadzona lipami
- dawny barokowy zajazd z XVIII w.

inne zabytki:
- podpiwniczenia zabytkowego pałacu późnobarokowego z 1780 r. – zachowały się do dziś, otoczone parkiem z groblami i stawem
- budynek mieszkalno-gospodarczy nr 45